# Nikki Pradhan
Nikki Pradhan née le 8 décembre 1993 (en hindi : निक्की प्रधान), est une joueuse de hockey sur gazon professionnelle indienne et fait partie de l'équipe nationale indienne.

## Carrière
Pradhan a ensuite été sélectionnée comme membre de l'équipe de l'équipe indienne de hockey féminin, qui a représenté l'Inde aux Jeux olympiques de Rio au Brésil en 2016. Sa sélection dans l'équipe indienne de hockey féminin qui représentait l'Inde dans l'histoire scénarisée des Jeux olympiques, car elle a été la première joueuse de hockey du Jharkhand à avoir jamais joué aux Jeux olympiques.